# Меловое (Харьковская область)
Мелово́е (укр. Мілове) — село в Ольховатской сельской общине Купянского района Харьковской области Украины.
Код КОАТУУ — 6321483501. Население по переписи 2001 г. составляет 508 (215/293 м/ж) человек. По состоянию на 7 июля 2025 года в селе оставалось около 20 человек.
До 2020 года село являлось админцентром Меловского сельского совета,
Великобурлукский район, в который, кроме того, входили сёла
Чугуновка и
Шевяковка.

## Географическое положение
Расположено в 28 километрах от поселка городского типа Великий Бурлук (Харьковская область) и 25 километрах от ближайшей железнодорожной станции посёлка Приколотное, в восточной части Великобурлукского района Харьковской области, на правом берегу небольшой реки Козинка (река), впадающей в приток реки Северский Донец - реку Оскол (река).
Меловое находится на правом берегу реки Козинка у границы с Россией — Белгородская область, Валуйский район.
Село вытянуто вдоль реки и границы на 6 км.
Выше по течению примыкает к селу Чугуновка, на противоположном берегу - село Бутырки Валуйского района.
К селу примыкает большой лесной массив (дуб)— урочища Долгое, Бараново, Дегтярное и Савкино.
Земли, прилегающие к селу, граничат с населёнными пунктами, сёлами:
Отрадное (Двуречанский район) Двуречанского,
Ольховатка (Великобурлукский район) Великобурлукского,
Амбарное (Великобурлукский район) Великобурлукского района.
По реке Козинка проходит государственная граница между Россией и Украиной. 
С российской стороны село граничит с сёлами Бутырки и Новопетровка Валуйского района Белгородской области.
Село расположено на средней высоте 128 м над уровнем моря. 
Меловые залежи прижали село к правому берегу речки Козинка и дали ему первое название - Козинка.

## История
Первое упоминание о заселении села относится к 1697 году: Козинка — на реке Козинке, в 46 верстах от Волчанска и Купянска,- поселение выходцев из России..
В 1704 году жители Слободы Козинки «Иван Юшков и деревни Бутурки Савва Немчиков», всего человек с 40, писали к Митрополиту Иустину: «тому лет с 7 (следовательно в 1697 г.) поселились мы в той слободе и деревне, а церкви Божией у нас нет; и обещаем мы построить церковь Архистратига Михаила». Просители говорят, что они уже просили о том митрополита Аврамия, и тот положил разрешить постройку храма, но скончался. Митрополит Иустин выдал храмозданную грамату 23 марта 1704 года. При храме земли 40 десятин. В 1831 году от холеры умерло в приходе в течение двух недель 26 душ, а в 1848 году в течение месяца умерло 150 человек. Прихожан было: в 1730 г. 90 муж., 78 жен.; в 1750 г. 120 муж., 108 жен.; в 1770 г. 241 муж., 227 жен.; в 1790 г. 578 муж., 518 жен.; в 1800 г. 627 муж., 639 жен.; в 1810 г. 658 муж., 680 жен.; в 1830 г. 800 муж., 908 жен.; в 1850 г. 951 муж., 988 жен. Причт церкви получает жалованье 5 класса. В Козинском приходе издавна существует раскол. В 1829 г. присоединен был Козинским священником крещенный в расколе Георгий Иванович Широкий, этого желал отец его, бывший также в расколе, но в 1823 году, по увещанию того же священника, присоединенный к церкви с семейством, состоявшим из 10 душ. Ныне остается здесь до 30 раскольников. Исходя из этих данных годом основания села можно считать 1697 год, а основателем слободы Козинка был Иван Юшков (беженец с Московского государства) вдоль речки Козинка .
- Первоначальное название села — Юшина слобода, затем слобода Козинка. В 1919 либо 1920 году переименовали в село Будённовка, в 1958 году стало село Меловое.
- В состав Козинской волости Российской империи входили: хутора Чугуновка, Шевяковка, Артельное, Амбарное, Остренькое, Александровка, Озерное, деревня Огибное, село Рубленое и слобода Козинка.
- В 1799 году в слободе Козинка была построена деревянная церковь — Архангельско-Михайловская, строили церковь на свои средства прихожане.
- В 1966 году население села составляло 898 человек.
- На 01 января 2019 года в селе был 151 двор, в том числе: село Меловое − 105, село Чугуновка - 40, село Шевяковка — 6.
- На 01.10.2019 постоянно проживающее население составляло всего 300 чел., в том числе: село Меловое − 205 чел., село Чугуновка − 85 чел., село Шевяковка − 10 чел.
- До 17 июля 2020 года село являлось центром Меловского сельского совета Великобурлукского района, в который, кроме Мелового, входили сёла Чугуновка и Шевяковка.
- В июле 2025 года село окупированно ВС РФ

## Экономика
- Несколько жителей села самостоятельно обрабатывают свои земельные паи. Большую часть паёв арендует ЧП « Джерело».

На территории села нет животноводческих ферм. Осталось несколько производственных помещений, которые используются для хранения зерна .

## Объекты социальной сферы
Объекты социальной сферы на 01 января 2019 года:
- Дом культуры на 300 мест (здание построено в 1981 году).
- Здание Меловской среднеобразовательной школы на 192 мест (построено в 1973 году).
- Здания ФАПов в селе Меловое и Чугуновка.
- Здание почты в селе Меловое.
- 4 магазина.

## Достопримечательности
- Ботанический заказник местного значения «Мечевской». Площадь 38,7 га. Размещается на окраинах села Меловое.